# João Evangelista Pimentel Lavrador
João Evangelista Pimentel Lavrador (* 18. Februar 1956 in Seixo, Portugal) ist ein portugiesischer Geistlicher und römisch-katholischer Bischof von Viana do Castelo.

## Leben
João Evangelista Pimentel Lavrador empfing am 14. Juni 1981 das Sakrament der Priesterweihe für das Bistum Coimbra.
Am 7. Mai 2008 ernannte ihn Papst Benedikt XVI. zum Titularbischof von Luperciana und zum Weihbischof in Porto. Der Bischof von Coimbra, Albino Mamede Cleto, spendete ihm am 29. Juni desselben Jahres die Bischofsweihe; Mitkonsekratoren waren der Bischof von Porto, Manuel José Macário do Nascimento Clemente, und der emeritierte Bischof von Coimbra, João Alves.
Am 29. September 2015 ernannte ihn Papst Franziskus zum Koadjutorbischof von Angra. Mit dem Rücktritt António de Sousa Bragas am 15. März 2016 folgte er diesem als Bischof von Angra nach.
Am 21. September 2021 ernannte ihn Papst Franziskus zum Bischof von Viana do Castelo. Die Amtseinführung fand am 27. November desselben Jahres statt.